# Cerithiopsis nofronii
Cerithiopsis nofronii là một loài ốc biển, động vật chân bụng trong họ Cerithiopsidae, được tìm thấy ở các vùng nước thuộc châu Âu. Nó được Amati mô tả năm 1987.